# 경남미디어영상위원회

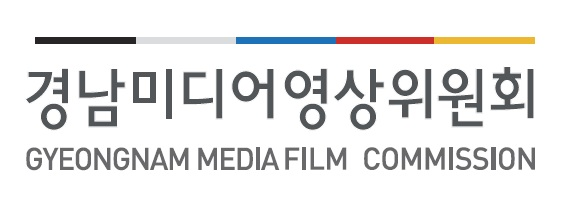
경남미디어영상위원회

경남미디어영상위원회(Gyeongnam Media Film Commission; GMFC)는 " 경남의 눈, 아시아의 다리, 세계 속의 허브"라는 슬로건을 걸고, 경상남도 영상산업 육성조례 제3425호에 따라 2010년 3월 26일 공식적으로 설립된 대한민국의 사단법인이다. 경상남도 전역의 영상관련 프로젝트를 지원하고, 다양한 기획사업을 시행하며 이를 통해 경상남도의 지역경제와 영상발전에 기여하고있다. 경남미디어영상위원회는 운영위원회, 이사회, 사무국(로케이션지원팀, 홍보/기획팀, 경영지원팀)으로 구성되어 있으며, 현재 경상남도 진주시 평거동에 위치하고 있다.

## 주요사업
- 영상물 촬영유치
- 영상물 제작지원
- 미디어영상 교육
- 아시아영상포럼
- 문화콘텐츠산업 육성

## 발자취
- 2010년 3월 26일 발족[1]